# Oczko (dziewiarstwo)

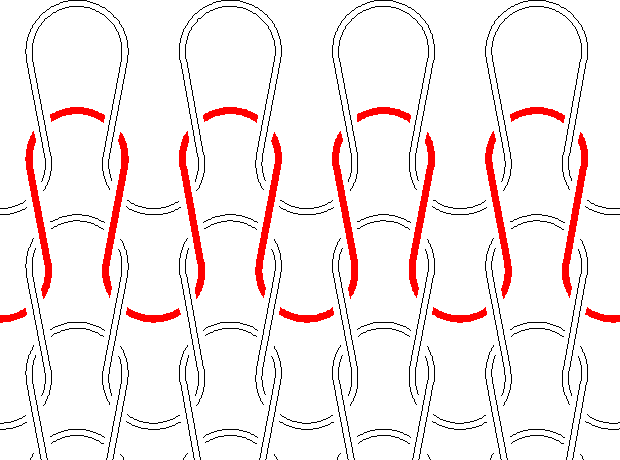
rządek (czerwony) pojedynczych oczek we fragmencie dzianiny

Oczko – najmniejszy element w splocie dzianiny. Oczka składają się na kolejne rządki. Oczka mogą być tzw. „prawe” i „lewe”. Podział ten jest umowny: oczka „prawe” to te, których nitka w pętlach położonych wyżej przewleczona jest ponad nitką tych położonych niżej – jak na rysunku obok. Odwrócenie dzianiny na drugą stronę (tzw. „lewą”) spowoduje, że nitki znajdujące się na wierzchu, znajdą się pod spodem i odwrotnie, co spowoduje, że oczka „prawe” zamienią się w „lewe” i na odwrót.